# Origin (doriko feat. 初音ミクのアルバム)
『origin』（オリジン）はdoriko feat. 初音ミクのミニ・アルバム。2015年9月2日、ビーイングから発売。

## 概要
自身の制作およびVOCALOIDの原点をテーマにして制作した。ジャケットデザインはちほPが担当した。

## 批評
CDジャーナルは「しっとりとしたバラードの「あなたの願いをうたうもの」や「水彩画」、ポップな「魔女裁判」など、丁寧に作り込まれた楽曲はボカロ初心者の方にもお薦め」と評した。

## 収録曲
全作詞・作曲・編曲：doriko（5、6編曲：田尻尋一）
1. あなたの願いをうたうもの
2. 海の見える坂道
3. 水彩画
4. 魔女裁判
5. Alone
6. Starlight
7. 歌に形はないけれど 〜last mix〜
ボーナストラック。2008年に発表し、昨年ポプラ社よりノベライズもされた同曲をリミックスしたもの[1]。